# Општина Столничи (Арђеш)
Столничи (рум. Stolnici) општина је у Румунији у округу Арђеш.
Oпштина се налази на надморској висини од 194 m.